# Norman Wisdom
Pour les articles homonymes, voir Wisdom.
Norman Joseph Wisdom, né à Marylebone (Londres) le 4 février 1915 et mort à Ballasalla (île de Man) le 4 octobre 2010, est un humoriste, chanteur compositeur et acteur anglais.

## Biographie
Il est surtout connu pour une série de films comiques produits entre 1953 et 1966 et mettant en scène son personnage fictif malchanceux Norman Pitkin.

## Filmographie

### Cinéma
- 1948 : A Date with a Dream de Dicky Leeman : Shadow Boxer
- 1953 : Le Roi de la pagaille (Trouble in Store) de John Paddy Carstairs : Norman Pitkin
- 1955 : Plus on est de fous (One Good Turn) de John Paddy Carstairs : Norman Pitkin
- 1955 : As Long as They're Happy de Jack Lee Thompson
- 1955 : Man of the Moment de John Paddy Carstairs : Norman Pitkin
- 1956 : Up in the The World de John Paddy Carstairs : Norman Pitkin
- 1957 : C'est bien ma veine (Just My Luck) de John Paddy Carstairs : Norman Pitkin
- 1959 : Le Point de chute (The Square Peg) de  John Paddy Carstairs : Norman Pitkin/General Schreiber
- 1959 : Follow a Star de Robert Asher : Norman Truscott
- 1960 : There Was a Crooked Man de Stuart Burge : Davy Cooper
- 1960 : Norman dans la marine (The Bulldog Breed) de Robert Asher : Norman Puckle
- 1961 : The Girl on the Boat de Henry Kaplan : Sam Marlowe
- 1962 : Le Limier de Scotland Yard (On the Beat) de Robert Asher : Norman Pitkin/Giulio Napolitani
- 1963 : Norman Wisdom, brancardier (A Stitch in Time) de Robert Asher : Norman Pitkin
- 1965 : The Early Bird de Robert Asher : Norman Pitkin
- 1966 : The Sandwich Man de Robert Hartford Davis : Le pasteur qui boxe
- 1966 : Press for Time de Robert Asher : Norman Shields/Emily, sa mère/Wilfred, son grand-père
- 1968 : Strip-tease chez Minsky (The Night They Raided Minsky's) de William Friedkin : Chick Williams
- 1969 : What's Good for the Goose de Menahem Golan : Timothy Bartlett
- 1992 : Double X: The Name of the Game : Arthur Clutten/Maurice Rigby
- 2004 : Cinq enfants et moi (Five Children and It) : Nesbitt
- 2007 : Expresso : Le pasteur
- 2010 : Labrats : Scaredy (Voix)
- 2011 : The Legend of Harrow Woods : Winston Llamata

### Télévision
- 1948 : Wit and Wisdom (série télévisée) : Norman
- 1949 : Cuckoo College : Un concierge
- 1950 : Wit and Wisdom (Téléfilm) : Norman
- 1967 : Androcles and the Lion (Téléfilm) : Androcles
- 1973 : Nobody is Norman Wisdom (série télévisée) : Nobody
- 1974 : A Little Bit of Wisdom (série télévisée) : Norman
- 1976 : Hudson & Halls (série télévisée) : Invité
- 1981 : BBC2 Playhouse (série télévisée) : Bernard Flood
- 1983 : Bergerac (série télévisée) : Vincent Parkin
- 1995-2004 : Last of the Summer Wine (série télévisée) - 7 épisodes : Un homme portant un gnome / Billy Ingleton
- 1998 : Casualty (série télévisée) : Mr. Cole
- 2002 : Inspecteurs associés (Dalziel and Pascoe) (Téléfilm) : Bernie Marks
- 2003 : Between the Sheets (série télévisée) : Maurice Hardy
- 2003 : The Last Detective (série télévisée) : Lofty Brock
- 2004 : Coronation Street (série télévisée) : Ernie Crabb